# Paruline caféiette
Setophaga plumbea
Espèce
Statut de conservation UICN

 LC  : Préoccupation mineure
La Paruline caféiette (Setophaga plumbea, anciennement Dendroica plumbea) est une espèce de passereaux appartenant à la famille des Parulidae.

## Distribution
On trouve cette paruline sur les îles Guadeloupe et Dominique.

## Habitat
La Paruline caféiette est relativement commune dans la plupart des habitats sauf au sommet des montagnes.  On la trouve dans les broussailles xériques, la mangrove, la forêt tropicale, les plantations de café, les lisières forestières et les habitats perturbés.

## Comportement
La Paruline caféiette se repère facilement grâce à son chant qu'elle émet surtout à l'aube, mais aussi tout au long de la journée.

## Répartition

Carte de répartition de l'espèce

## Référence taxinomiques
- (fr) Oiseaux.net : Setophaga plumbea  (+ répartition)
- (en) Congrès ornithologique international : Setophaga plumbea dans l'ordre Passeriformes (consulté le 29 mai 2015)
- (en) Zoonomen Nomenclature Resource (Alan P. Peterson) : Setophaga plumbea  dans Passeriformes
- (en) Animal Diversity Web : Dendroica plumbea
- (en) NCBI : Dendroica plumbea (taxons inclus)
- (en) UICN : espèce Dendroica plumbea (Lawrence, 1878) (consulté le 29 mai 2015)